# PNO1
PNO1 (англ. Partner of NOB1 homolog) – білок, який кодується однойменним геном, розташованим у людей на короткому плечі 2-ї хромосоми.  Довжина поліпептидного ланцюга білка становить 252 амінокислот, а молекулярна маса — 27 924.
| 10         |  | 20         |  | 30         |  | 40         |  | 50         |
| ---------- |  | ---------- |  | ---------- |  | ---------- |  | ---------- |
| MESEMETQSA |  | RAEEGFTQVT |  | RKGGRRAKKR |  | QAEQLSAAGE |  | GGDAGRMDTE |
| EARPAKRPVF |  | PPLCGDGLLS |  | GKEETRKIPV |  | PANRYTPLKE |  | NWMKIFTPIV |
| EHLGLQIRFN |  | LKSRNVEIRT |  | CKETKDVSAL |  | TKAADFVKAF |  | ILGFQVEDAL |
| ALIRLDDLFL |  | ESFEITDVKP |  | LKGDHLSRAI |  | GRIAGKGGKT |  | KFTIENVTRT |
| RIVLADVKVH |  | ILGSFQNIKM |  | ARTAICNLIL |  | GNPPSKVYGN |  | IRAVASRSAD |
| RF         |  |            |  |            |  |            |  |            |

A: Аланін

C: Цистеїн

D: Аспарагінова кислота

E: Глутамінова кислота

F: Фенілаланін

G: Гліцин

H: Гістидин

I: Ізолейцин

K: Лізин

L: Лейцин

M: Метіонін

N: Аспарагін

P: Пролін

Q: Глутамін

R: Аргінін

S: Серин

T: Треонін

V: Валін

W: Триптофан

Задіяний у таких біологічних процесах як поліморфізм, ацетиляція. 
Білок має сайт для зв'язування з РНК. 
Локалізований у ядрі.